# Base Frei

Mapa d l'illa Rei Jordi, la base Eduardo Frei Montalva es troba a l'extrem esquerre de l'illa

La Base Presidente Eduardo Frei Montalva és la base antàrica més important de Xile. Es troba a la península Fildes, una zona lliure de gel enfront de la Badia Maxwell, a l'oest de l'illa Rei Jordi que pertany a l'arxipèlag de les illes Shetland del Sud. Està al costat de la Base Escudero i només a 200 metres de la Base Bellingshausen que pertany a Rússia. Les seves coordenades són 62° 12′ 0″ S, 58° 57′ 51″ O / 62.20000°S,58.96417°O,i està a 10 metres sobre el nivell del mar. La base es troba en una zona de l'Antàrtida reivindicada per Xile.
També a prop hi ha la Base Gran Muralla (de la República Popular Xina), Base General Artigas (Urugüai), Base Rei Sejong (Corea), Base Jubany (Argentina), Base Comandante Ferraz (Brasil), Base Henryk Arctowski (Polònia) i la Base Machu Picchu (Perú). Més lluny es troba la Base Capità Arturo Prat, també de Xile, a uns 50 km a l'oest.

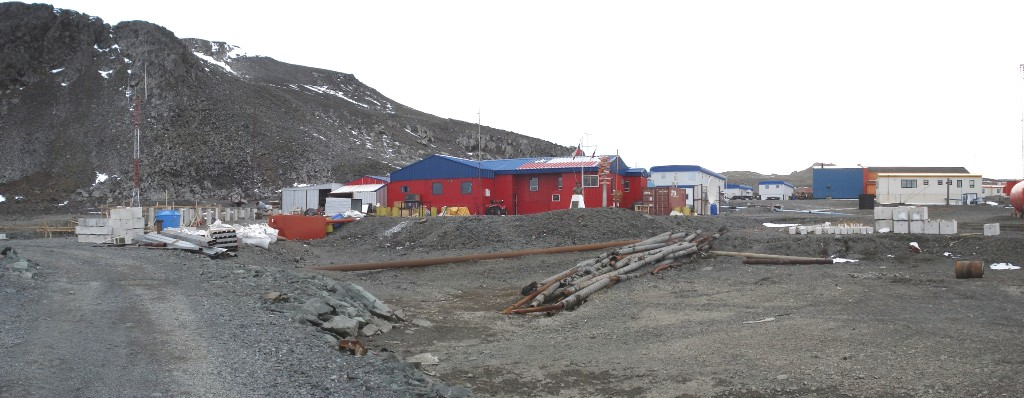
Aeroport Teniente Rodolfo Marsh Martin

Té un aeroport amb una pista de 1.300 metres que es diu Aeròdrom Teniente Rodolfo Marsh Martin, ICAO Codi SCRM), amb 50 vols intercontinentals i 150 d'intracontinentals cada temporada, dona serveis de transport a moltes bases dels voltants.
La base també inclou la zona residencial de Villa Las Estrellas residential que compta amb un hospital, una escola, un banc, un petit supermercat, etc. La població màxima durant l'estiu és d'unes 150 persones, i a l'hivern, de mitjana, unes 80e.
Començà a ser operativa el 1969 com a Centre Meteorològic Eduardo Frei. Després, en expandir-se les instal·lacions, va ser anomenada Base Teniente Rodolfo Marsh. Durant la dècada de 1990 totes les instal·lacions van passar a dir-se Base Presidente Eduardo Frei Montalva, però l'aeròdrom continuà sota el nom de Teniente Rodolfo Marsh.

## Clima
Com totes les zones lliures de gel permanent del nord de l'Antàrtida té un clima de tundra. La temperatura mitjana de juliol (hivern) és de -6.3 °C i la de gener (estiu) de 1.4 °C. La mitjana anual és de -2.4 °C. La pluviometria: màxim el març amb 62.5 mm, mínim el juliol 18.2 mm, mitjana anual de 405 litres